# Suisse aux Jeux olympiques d'été de 1972
La Suisse participe aux Jeux olympiques d'été de 1972 à Munich, en Allemagne de l'Ouest. Elle y remporte trois médailles d'argent, se classant à la 26e place au tableau des médailles. Le lanceur de javelot Urs von Wartburg est le porte-drapeau d'une délégation suisse comptant 151 sportifs (122 hommes et 29 femmes).

## Médailles
| Médaille                           | Nom                                                                          | Sport    | Compétition                   |
| ---------------------------------- | ---------------------------------------------------------------------------- | -------- | ----------------------------- |
| Médaille d'argent, Jeux olympiques | Alfred Bachmann Heinrich Fischer                                             | Aviron   | Deux sans barreur             |
| Médaille d'argent, Jeux olympiques | Xaver Kurmann                                                                | Cyclisme | Poursuite individuelle hommes |
| Médaille d'argent, Jeux olympiques | Guy Evéquoz Daniel Giger Christian Kauter Peter Lötscher François Suchanecki | Escrime  | Épée homme par équipe         |